# Covendo
Covendo es un pueblo indígena de Bolivia, ubicado en la región subandina. Administrativamente se encuentra en el municipio de Palos Blancos de la provincia de Sud Yungas, en el departamento de La Paz. Está aproximadamente a 280 km de la ciudad de La Paz.
Pertenece al Territorio Comunitario de Origen Mosetén (TCO Mosetén).

## Toponimia
El origen del nombre Covendo proviene de la lengua mosetén, de la palabra "cowendto" que en español significa lengua de tierra. Esto es por la forma que tiene el territorio donde se asentó el pueblo de Covendo, entre medio de dos ríos cristalinos de agua dulce ricos en peces tropicales.

## Historia
El hábitat de los mosetén fue paso obligado de los primeros españoles que buscaban el “Gran Paitití”; antes había sido territorio explorado por el Inca Yupanqui, la tierra de los chunchos, el misterio de los Antisuyo.
La conquista de los llanos de Moxos y las acciones de evangelización emprendidas por jesuitas y franciscanos desde la ciudad de La Paz  significó la fundación de poblaciones en los territorios de Apolobamba o Caupolicán (hoy provincias de Iturralde y Franz Tamayo en el departamento de La Paz), entrando a los llanos por occidente, fue el franciscano Gregorio de Bolívar (1620-21) quien precisó, la ubicación de los indios Moxos y los aborígenes que por el oeste colindan con ellos, recibieron el nombre de “Moxetenes”. En la segunda mitad del siglo XVII (1696), la población de Nuestra Señora de Guadalupe tuvo que ser trasladada donde actualmente se encuentra. Se convirtió en el centro misional, para los tacana y cavineños en San José de Uchupiamonas, Tumupasa, Ixiamas, pero también para seguir al sudeste a los mosetén y más bajo a los yuracaré.
De 1750 en adelante, los franciscanos se propusieron fundar misiones entre los mosetenes que en esa época se hallaban difundidos desde Reyes y San Borja hasta mucho más al sur de Covendo, incluyendo la Serranía de Mosetenes, establecidos en pequeños caseríos en los ríos que desembocan en el río Beni. Se trataba de un pueblo muy agresivo. En 1790, se fundó la Misión de San Francisco de Mosetén, la de Muchanes se fundó en 1804, Santa Ana de Huachi en 1815 y Covendo en 1842. Los franciscanos tuvieron a su cargo la pacificación de los indígenas, tarea que no resultó fácil.
Desde que los padres Redentoristas, se hicieron cargo de la Misión de las comunidades Mosetén, en el presente siglo, los Mosetén se ha sedentarizado definitivamente, habiendo desarrollado a fondo los conocimientos de agricultura, aunque sin dejar sus hábitos de caza, pesca y recolección. Ante la migración de personas quechua del departamento de Cochabamba, los redentoristas solicitaron para los Mosetén de Covendo la dotación de 12.000 ha, que les fue concedida en 1962.

## Demografía
Según datos de 2001, Covendo tiene una población de 1.212 habitantes, de diferentes pueblos indígenas entre los principales están los mosetenes y después de una etapa de colonización también en un número muy alto están los aymaras, quechuas y chipayas con los que conviven íntegramente.
| Grupos de edad | Total | Hombres | Mujeres |
| -------------- | ----- | ------- | ------- |
| Todos          | 11813 | 6128    | 5685    |
| 0 a 4 años     | 265   | 135     | 130     |
| 5 a 19 años    | 492   | 289     | 203     |
| 20 años o más  | 455   | 241     | 214     |

Evolución: Según los datos actuales e históricos, había 80 familias Mosetén en 1854, en dos misiones, y actualmente son 3.300 mosetenes. Existiendo un índice de crecimiento poblacional medio.
Migración: Las migraciones son frecuentes, especialmente de la gente joven que se moviliza en busca de mejores medios de subsistencia en la ciudad de La Paz, capital del departamento de La Paz, aunque suelen retornar en épocas de temporada alta en la explotación de sus recursos naturales.

## Economía
Su economía o sustento para las familias se basaba principalmente en lo que la naturaleza proveía, es decir de la caza y la pesca principalmente y la agricultura en cierto grado, según sus necesidades.
Actualmente se dedican a la explotación de la madera y a la agricultura

## Servicios públicos
Los datos sobre servicios públicos de Coro Coro provienen del Censo Nacional de Población y Vivienda de Bolivia, realizado en 2001.

### Abastecimiento
Un 25,46 % de los hogares tienen acceso a agua potable mediante sistema de acueducto. El resto de la población se provee del líquido mediante la extracción de pozos (50%) o tomándola de fuentes hídricas naturales como ríos y lagunas (24%).
La cobertura de energía eléctrica del municipio es del 17,52%.

### Salud
El sistema de salud de Coro Coro está conformado por 5 establecimientos de salud, todos ellos de primer nivel. La cantidad de personal de salud del municipio es de 0,68 por cada 1000 habitantes y se dispone de 1,02 camas por 1000 habitantes.
Un 16,33% de los niños menores a 1 año reciben la vacuna pentavalente, y un 44,21% de los niños de entre 12 y 23 meses de edad son vacunados contra el sarampión. La tasa de mortalidad infantil es de 66,05.

### Educación
La tasa de analfabetismo del municipio es del 14,09%. La tasa de asistencia es del 80,76%.
En total, en Coro Coro hay 2849 estudiantes matriculados, y 44 unidades educativas (en promedio, 64,75 estudiantes por unidad educativa). El número de docentes disponibles es de 191 (para un promedio de 14,92 estudiantes por maestro).

## Patrimonio cultural
Cuenta con varios patrimonios culturales, considerados nacionales, como las partituras musicales que fue conservado por las autoridades del pueblo de generación en generación, luego su iglesia con un estilo muy particular y la pista de aterrizaje que es una de las más antiguas de Bolivia
Cerros importantes: El Michay, el cerro pelado y el cerro Eva Eva.